# Republika Bosna i Hercegovina
Republika Bosna i Hercegovina bio je službeni naziv Bosne i Hercegovine od vremena proglašenja neovisnosti 1992. do formalnog stupanja na snagu Daytonskog sporazuma, odnosno područja koja su za vrijeme rata u BiH bila pod kontrolom vlade u Sarajevu. 
Predstavlja državnopravnu nasljednicu Socijalističke Republike Bosne i Hercegovine, odnosno prethodnicu današnje Bosne i Hercegovine.
Iako međunarodno priznata u granicama jugoslavenske republike SRBiH, ona je de facto postojala samo na prostoru koji je bio pod kontrolom Armije BiH. Od tog prostora i teritorija Hrvatske Republike Herceg-Bosne, Washingtonskim sporazumom 1994. godine dogovoreno je formiranje Federacije BiH. Daytonskim sporazumom Federacija BiH postala je jedan od dva entiteta Bosne i Hercegovine.

## Vojska
Armija Republike Bosne i Hercegovine bila je oružana snaga Republike Bosne i Hercegovine za vrijeme rata u BiH. Armija RBiH osnovana je 15. travnja 1992., a veći dio strukture prenesen je iz bivše teritorijalne obrane Bosne i Hercegovine. Armija je nakon Daytonskog sporazuma definirana kao bošnjačka komponenta Vojske Federacije Bosne i Hercegovine.

## Obrazovanje
Tijekom rata u BiH, škole su radile samo u većim gradovima. U opkoljenom Sarajevu, škole su radile u raširenim podrumskim učionicama u naseljima širom glavnog grada i to pod neprekidnim prijetnjama neprijateljskih snajpera i granata. Ovisno o lokaciji dijela države, zaposlenici u školama morali su se prilagoditi ratnim prilikama tako da su se nastave odvijale u kućama i hodnicima. U nekim mjestima školske zgrade pretvorene su u izbjegličke kampove, bolnice ili vojne objekte.
Tijekom školske godine 1992./93., predmeti i nastavni plan i program bili su usko povezani s onima iz perioda SR BiH. Ipak, obrazovanje u ratu imalo je puno mana, te zbog oštećene infrastrukture i manjka učitelja i nastavnika, obrazovanje je bilo teško za učenike.
Nazivi škola u Sarajevu promijenjeni su kroz period RBiH, a takvi su ostali i danas. Ideologija socijalističke Jugoslavije i Narodnooslobodilačka borba uništile su prijašnje nazive, pa tako imena pretežno ne-bošnjačkih povijesnih ličnosti nisu preživjela test vremena. Samo 3 škole od 60 u Sarajevu nisu mijenjale imena.

## Povijest
- 15. listopada 1991. — Na sjednici Skupštine SR BiH, usvojeni su Platforma Predsjedništva SR BiH, Memorandum SDA o suverenosti SR BiH i Pismo o namjerama, čime je objavljena neovisnost SR BiH.
- 24. listopada 1991. — Srpski poslanici u Skupštini SR BiH u Sarajevu konstituirali su Skupštinu srpskog naroda u BiH.
- 18. studenog 1991. — U Grudama je osnovana Hrvatska Republika Herceg-Bosna.
- 21. studenog 1991. — Skupština srpskog naroda BiH donijela je Odluku o verifikaciji dotad proglašenih srpskih autonomnih oblasti (SAO) u SR BiH: Autonomna regija Krajina, SAO Hercegovina, SAO Romanija, SAO Semberija i SAO Sjeverna Bosna.
- 9. siječnja 1992. — Skupština srpskog naroda u BiH proglasila autonomnu Republiku Srpsku.
- 29. veljače — 1. ožujka 1992. — Na referendumu, kojeg su Srbi bojkotirali, oko 63% upisanih u biračke popise podržalo je neovisnost SR Bosne i Hercegovine.
- 6. travnja 1992. — EU priznala neovisnost Socijalističke Republike BiH.
- 7. travnja 1992. — Skupština Srpske Republike BiH proglasila je u Banja Luci neovisnost Republike Srpske.
- 8. travnja 1992. — Krnje Predsjedništvo SR BiH u Sarajevu proglasilo je izmjenu naziva "Socijalističke Republike Bosne i Hercegovine" u "Republika Bosna i Herzegovina".
- 22. svibnja 1992. — Republika Bosna i Hercegovina primljena u članstvo Ujedinjenih naroda.
- 27. kolovoza 1993. — Tijekom sjednice Predsjedništva Republike BiH, Mile Akmadžić smijenjen je s dužnosti premijera i na njegovo mjesto postavljen Haris Silajdžić.
- 28. kolovoza 1993. — U Grudama službeno proglašena Hrvatska Republika Herceg-Bosna.
- 27. rujna 1993. — U Velikoj Kladuši proglašena Republika Zapadna Bosna, a Fikret Abdić postavljen je za predsjednika.
- 31. ožujka 1994. — Proglašeno formiranje Federacije BiH, čime su prekinuti sukobi između Hrvata i Bošnjaka.
- Ožujak 1994. — Krešimir Zubak izabran za prvog predsjednika Federacije BiH, Ejup Ganić za potpredsjednika, a Haris Silajdžić za premijera.
- Ožujak 1995. — Objavljen vojni savez između Hrvatske vojske, Armije RBiH i HVO-a, a vojne akcije protiv srpskih snaga intenzivirane.
- Travanj 1995. — Na sastanku u Bonnu, hrvatski i bošnjački političari dogovorili ujedinjenje policije, lokalne uprave, vojnih snaga itd.
- 21. studenog 1995. — Vođe RBiH, Hrvatske i SR Jugoslavije prihvatili Daytonski mirovni sporazum.
- 14. prosinca 1995. — Daytonski mirovni sporazum formalno potpisan u Parizu, čime je stupio na snagu novi ustav kojim je formirana Bosna i Hercegovina, a ukinuta Republika BiH.

## Galerija
- Učenička knjižica učenika osnovne škole iz razdoblja rata u BiH
- Grb Armije Republike Bosne i Hercegovine
- Putovnica